# 馬場正実
馬場 正実（ばば まさみ、1963年9月3日 - ）は、日本の政治家。京都府相楽郡和束町長（1期）。

## 来歴
奈良県立添上高等学校卒業。高校卒業後、陸上自衛隊に入隊。その後は和束町役場に入り、京都府庁に出向、農村振興課主幹、建設事業課長、農村振興課長などを務める。ほか、NPO法人わづか有機栽培茶業研究会事務局長や、NPO法人京都もやいなおしの会理事、近畿自治体学会代表を務めた。
2023年6月29日和束町長の堀忠雄が北海道標津町で開かれた「日本で最も美しい村連合」の総会に出席したが、同日、中標津町の道路を横断中に乗用車にはねられ、死亡。町長不在となったため地方自治法の規定に伴い、副町長が町長職務代理者となった。8月に行われる町長選挙に自民党、立憲民主党、公明党の推薦を受け、立候補した。町長選挙にはほかに元建築会社社長と元町議会議長が立候補し、選挙戦は3人の争いとなったが、2人を破って当選した。